# Chuck Leavell
Chuck Leavell, né le 28 avril 1952 à Birmingham (Alabama), est un pianiste et claviériste américain.
Il rejoint le groupe de rock sudiste The Allman Brothers Band fin 1972, après la mort de Duane Allman, et participe aux albums Brothers and Sisters (1973) et Win, Lose or Draw (1975). Lorsque le groupe se sépare, en 1976, il part fonder Sea Level, qui publie cinq albums entre 1977 et 1981.
Après la dissolution de Sea Level, Chuck Leavell devient un musicien de studio très demandé. À partir de 1982, il assure les claviers lors des concerts des Rolling Stones. Il a également joué pour George Harrison (Live in Japan), Eric Clapton (Unplugged), The Black Crowes (Shake Your Money Maker), Gov't Mule (Live... With a Little Help from Our Friends) et David Gilmour (Rattle That Lock Tour).

## Discographie
Albums en solo
- (1996)  A Homemade Christmas from Charlane Plantation
- (1998)  What's in That Bag?
- (2001)  Forever Blue: Solo Piano
- (2005)  Southscape
- (2007)  Live in Germany: Green Leaves and Blue Notes Tour
- (2012)  Back to The Woods: A Tribute to the Pioneers of Blues Piano
- (2018)  Chuck Gets Big (with the Frankfurt Radio Big Band)

Alex Taylor
- (1972) Dinnertime

Sailcat
- (1972) Sailcat Self-titled

Gregg Allman
- (1973) Laid Back

The Allman Brothers Band
- (1973) Brothers and Sisters
- (1975) Win, Lose or Draw
- (1976) Wipe the Windows, Check the Oil, Dollar Gas
- (1989) Dreams

Chuck Berry
- (1987) Hail Hail Rock 'N' Roll - (Original Motion Picture Soundtrack)

Dickey Betts
- (1974) Highway Call

Aretha Franklin
- (1986) Aretha

Sea Level
- (1977) Sea Level
- (1977) Cats on the Coast
- (1978) On the Edge
- (1979) Long Walk on a Short Pier
- (1980) Ball Room
- (1997) Best of Sea Level

Duke Jupiter
- (1978) Sweet Cheeks (producer)

The Rolling Stones
- (1983) Undercover
- (1984) Rewind (1971–1984)
- (1986) Dirty Work
- (1989) Steel Wheels
- (1991) Flashpoint
- (1993) Jump Back: The Best of The Rolling Stones
- (1994) Voodoo Lounge
- (1995) Stripped
- (1998) No Security
- (2002) Forty Licks
- (2004) Live Licks
- (2005) A Bigger Bang
- (2005) Rarities 1971–2003
- (2008) Shine a Light
- (2012) Light the Fuse (téléchargement numérique sur Google Music)
- (2012) GRRR!
- (2013) Hyde Park Live
- (2015) From the Vault – Live at the Tokyo Dome
- (2015) Sticky Fingers Live
- (2015) Live at Leeds
- (2016) Totally Stripped
- (2016) Havana Moon
- (2016) Blue & Lonesome
- (2017) Sticky Fingers – Live At The Fonda Theatre 2015
- (2018) San Jose '99
- (2018) Voodoo Lounge Uncut
- (2019) Bridges to Bremen
- (2019) HONK
- (2019) Bridges to Buenos Aires
- (2020) Steel Wheels Live (10" Vinyl, 2 track, Picture Disc, RSD 2020)
- (2020) Steel Wheels Live
- (2021) A Bigger Bang Live (10" Vinyl, 2 track, RSD 2021)
- (2021) A Bigger Bang: Live on Copacabana Beach
- (2022) Licked Live in NYC
- (2023) GRRR Live!

The Black Crowes
- (1990) Shake Your Money Maker

Eric Clapton
- (1992) Unplugged
- (1991) 24 Nights

Gov't Mule
- (1998) Live... With a Little Help from Our Friends

Train
- (2001) Drops of Jupiter

John Mayer
- (2012) Born and Raised
- (2013) Paradise Valley

David Gilmour
- (2017) Live at Pompeii

George Harrison
- (1992) Live in Japan

Col. Bruce Hampton and the Aquarium Rescue Unit
- (1992) Col. Bruce Hampton & the Aquarium Rescue Unit

### Pistol Annies
- (2018) Interstate Gospel